# Chodsigoa
Chodsigoa es un género de musarañas de la familia de los sorícidos. Se distribuyen por el este de Asia.

## Especies
Las especies de este género son:
- Chodsigoa caovansunga
- Chodsigoa furva
- Chodsigoa hoffmanni
- Chodsigoa hypsibia
- Chodsigoa parca
- Chodsigoa parva
- Chodsigoa salenskii
- Chodsigoa smithii
- Chodsigoa sodalis